# Charles de Forbin-Janson

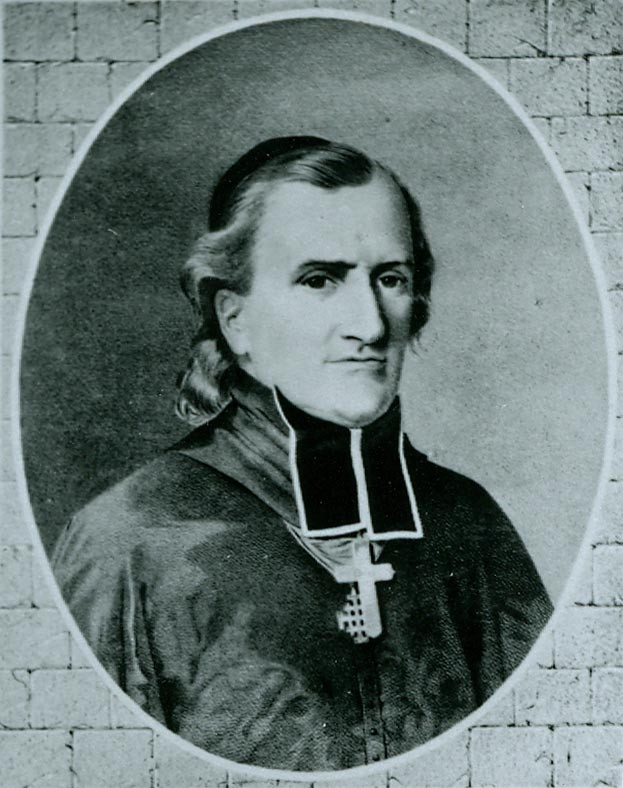
Bisschop Charles de Forbin-Janson

Charles Auguste Marie Joseph de  Forbin-Janson (Parijs, 3 november 1785 - Marseille, 12 juli 1844) was een Franse rooms-katholieke bisschop en medestichter van het Genootschap van de Heilige Kindsheid.

## Levensloop
De Forbin-Janson werd geboren in een adellijke Franse familie. Op 18-jarige leeftijd begon hij een opleiding aan de militaire academie. Na verdere studies werd hij in 1806 benoemd tot auditeur bij de Raad van State. Na een roeping ving hij priesterstudies aan en op 19 december 1811 werd hij tot priester gewijd. In 1823, op 38-jarige leeftijd, werd hij benoemd tot bisschop van Nancy-Toul. Na de Julirevolutie van 1830 werd hij uit zijn bisdom verjaagd en het bisschoppelijk paleis werd geplunderd. Pas twee jaar later kon hij naar zijn bisdom terugkeren. In 1839-1840 maakte hij een studiereis naar Noord-Amerika om zich op de hoogte te stellen van de missies daar.
Bij zijn terugkeer in Frankrijk maakte hij kennis met Pauline Jaricot, de stichtster van het Vereniging tot Verspreiding van het Geloof. Samen vatten ze het plan op een soortgelijk werk op te richten specifiek gericht op kinderen. Op 19 mei 1843 werd het Genootschap van de Heilige Kindsheid opgericht. Bedoeling was Europese kinderen bewust te maken van de katholieke missie en hen hiervoor geld te laten inzamelen. In mei 1844 werd de organisatie erkend door paus Gregorius XVI, maar tegen dan had een uitgeputte Charles de Forbin-Janson zich al teruggetrokken uit het bestuur. Hij overleed in juli van dat jaar.